# سرخان (صوغان)
سرخان (بالفارسية: سرخان) هي قرية تقع في إيران في قسم صوغان الريفي. يقدر عدد سكانها بـ 378 نسمة .